# 데이비드 매너스
데이비드 조지프 매너스(영어: David Joseph Manners, 1900년 3월 16일 ~ 1998년 3월 2일)는 20세기 캐나다 태생의 미국 배우이다. 캐나다의 영국인 가정에서 태어났다. 유니버설 픽처스의 공포영화 《드라큘라》(1931)의 주인공 조너선 하커 역, 《미이라》(1932)의 주인공 조지프 역, 《검은 고양이》(1934)의 피터 역을 연기하였다.